# Kapov Han
Kapov Han je naseljeno mjesto u općini Čajniču, Republika Srpska, BiH. Nalazi se na obalama rijeke Janjine.
Godine 1985. nastalo je spajanjem naselja Rančića, Hovrljica, Kobilića, Trbuhovića i Šamlića (Sl. list SRBiH 24/85).

## Stanovništvo
| Narod     | Popis 1991. |
| --------- | ----------- |
| Hrvati    |             |
| Muslimani | 331         |
| Srbi      | 17          |
| ostali    |             |
| Ukupno    | 348         |